# I Lived
„I Lived” – singel amerykańskiego zespołu pop-rockowego OneRepublic z ich trzeciego albumu studyjnego, Native. Utwór został wydany jako szósty i ostatni singel z albumu. Autorami i producentami piosenki są wokalista zespołu Ryan Tedder oraz Noel Zancanella.

## Lista utworów
Digital download
- I Lived - 3:54

Remiksy
- I Lived (Arty Remix) - 4:26[1]
- I Lived ([RED] Remix) - 4:16[2]

EP
1. I Lived (Arty Remix) - 4:26
2. I Lived (Carousel Remix)- 3:39
3. I Lived (Heroic Remix)- 3:43
4. I Lived (iTunes Session) - 3:59

## Wydanie i promocja
Utwór "I Lived" został wydany 25 września 2014 roku jako szósty singel z albumu Native. Utwór znalazł się także na ścieżce dźwiękowej do filmu „Dawca pamięci” zatytułowanej The Giver: Music Collection, która swoją premierę miała 5 sierpnia 2014 roku.
Zespół jeszcze przed oficjalnym wydaniem singla wielokrotnie wykonywał utwór, m.in. 25 lipca 2014 roku podczas TODAY Toyota Series Concert emitowanego przez stację NBC. Piosenka znajdowała się także na setlistach tras koncertowych The Native Tour (2013-14) i Native Summer Tour (2014). Po oficjalnym wydaniu singla zespół wykonał utwór 1 października podczas Mercedes-Benz Media Night w Paryżu, a 26 października w brytyjskiej edycji programu X-Factor. Singel znajdował się także na setliście trasy koncertowej Native World Tour 2014. Zespół wykonał singel także w finale włoskiej wersji programu X-Factor oraz w programie Good Morning America.
Utwór został wykonany przez obsadę serialu telewizyjnego Glee, w odcinku finałowym pt. Dreams Come True.

## Teledysk
Premiera teledysku odbyła się 25 września 2014 roku na Vevo. Klip został wyreżyserowany przez Noble Jonesa, a pomysłodawcą teledysku była Sophie Muller. Teledysk przedstawia historię nastoletniego fana zespołu, Bryana Warnecke'a, chorego na mukowiscydozę. W teledysku widać także ujęcia z koncertu zespołu zagranego w Red Rocks Amphitheatre w Kolorado.

## Pozycje na listach
| Notowanie (2014/2015)                       | Najwyższa pozycja |
| ------------------------------------------- | ----------------- |
| Austria (Ö3 Austria Top 40)                 | 48                |
| Belgia (100 Ultratip Flanders)              | 20                |
| Czechy (Radio Top 100)                      | 19                |
| Czechy (Singles Digital Top 100)            | 67                |
| Francja (Top 200 Singles)                   | 108               |
| Hiszpania (Top 50 Singles)                  | 40                |
| Irlandia (Single Top 100)                   | 44                |
| Kanada (Canadian Hot 100)                   | 29                |
| Niemcy (Single Charts)                      | 61                |
| Nowa Zelandia (Recorded Music NZ)           | 35                |
| Polska (AirPlay – Top)                      | 18                |
| Słowacja (Radio Top 100)                    | 10                |
| Słowacja (Single Digital Top 100)           | 64                |
| Szkocja (Top 40 Scottish Singles)           | 9                 |
| USA (Billboard Adult Alternative Songs)     | 13                |
| USA (Billboard Adult Contemporary)          | 11                |
| USA (Billboard Adult Pop Songs)             | 10                |
| USA (Billboard Digital Songs)               | 15                |
| USA (Billboard Hot 100)                     | 32                |
| USA (Billboard Pop Songs)                   | 18                |
| Węgry (Rádiós Top 40)                       | 11                |
| Wielka Brytania (Official Singles Chart UK) | 29                |
| Włochy (Single Top 20)                      | 18                |

| Notowanie (2015)                   | Pozycja |
| ---------------------------------- | ------- |
| USA (Billboard Adult Contemporary) | 29      |
| USA (Billboard Adult Pop Songs)    | 32      |

| Kraj/region     | Wydawca           | Certyfikat         | Źródło |
| --------------- | ----------------- | ------------------ | ------ |
| Australia       | ARIA              | 2× platynowa płyta | [ 39 ] |
| Brazylia        | Pro-Música Brasil | Złota płyta        | [ 40 ] |
| Wielka Brytania | BPI               | Platynowa płyta    | [ 41 ] |
| Włochy          | FIMI              | Platynowa płyta    | [ 42 ] |

| Kraj/region     | Wydawca           | Certyfikat         | Źródło |
| --------------- | ----------------- | ------------------ | ------ |
| Australia       | ARIA              | 2× platynowa płyta | [ 39 ] |
| Brazylia        | Pro-Música Brasil | Złota płyta        | [ 40 ] |
| Wielka Brytania | BPI               | Platynowa płyta    | [ 41 ] |
| Włochy          | FIMI              | Platynowa płyta    | [ 42 ] |